# Paepalanthus bifidus
Paepalanthus bifidus là một loài thực vật có hoa trong họ Eriocaulaceae. Loài này được (Schrad. ex Schult.) Kunth mô tả khoa học đầu tiên năm 1841.